# Parafia św. Elżbiety Węgierskiej w Lubieszewie
Parafia św. Elżbiety w Lubieszewie – parafia rzymskokatolicka w diecezji elbląskiej. Sanktuarium Matki Bożej Szkaplerznej. Erygowana w XIV wieku.
O istnieniu Lubieszewa i parafii wspominano już w 1255 roku, ale przyjmuje się, że wieś była lokowana przez wielkiego komtura krzyżackiego Wernera von Orselna. Zachował się dokument ponownej lokacji z 1341 roku komtura Ludolfa Königa. Parafia od początku swojego istnienia posiadała swoich duszpasterzy i należała do najbardziej eksponowanych. Od XIV wieku do parafii przynależała wieś Orłowo, lokowana w 1349 roku. Wtedy najprawdopodobniej powstał mały kościółek pw. św. Barbary. 
Kościół w Lubieszewie powstał w połowie XIV wieku. Wybudowany w stylu gotyckim z cegły. Wieża kościoła murowana dołem, górą drewniana i kryta gontem została dobudowana w 1573 roku. Kościół był wiele razy remontowany po pożarach. Tak samo remontowana była wieża w XIX wieku. 
Wnętrze kościoła jest jednonawowe przykryte kolebkowym stropem z polichromowanych desek (alegoria nieba ze sceną Ukoronowania Matki Bożej). Wystrój kościoła jest w stylu barokowym i prawie w całości pochodzi z XVII–XVIII wieku. Pomimo tego zachowały się zabytki gotyckie w kościele. 
Najpiękniejszym i najstarszym zabytkiem gotyckim w kościele jest rzeźba Matki Bożej z dzieciątkiem, tzw. Madonna na lwie, pochodząca z roku 1375. Dzwon na wieży kościoła, kropielnica i chrzcielnica pochodzą z przełomu XIV–XV wieku. Tak samo późnogotycki krucyfiks na tzw. belce tęczowej. 
Od początku XVIII wieku istnieje w Lubieszewie kult Matki Bożej Szkaplerznej. Jest on związany z przepięknym barokowym feretronem Matki Boskiej Niepokalanej (Matka Boża Lubieszewska). Od tamtego czasu Lubieszewo jest niepisanym Sanktuarium, a na coroczny, największy na Żuławach odpust 16 lipca przychodzą od wielu lat piesze pielgrzymki z pobliskich miejscowości.
Barokowy i dość jednorodny wystrój wnętrza kościoła czyni z niego jeden z najpiękniejszych na Żuławach.
Ołtarz główny z malowidłem patronki kościoła św. Elżbietą Węgierską pochodzi z 1707 roku. W antependium ołtarzowym znajduje się kurdyban z XVII wieku. W bocznych ołtarzach malowidła ze scenami: biczowania Pana Jezusa, Ecce Homo, Adoracji dzieciątka, Matki Bożej Szkaplerznej. W antependium prawego ołtarza znajduje się malowidło męczeństwa św. Barbary wkomponowane w krajobraz żuławski (kościoły w Orłowie, Lubieszewie, Tui i zamek w Nowym Dworze Gdańskim).
Barokowy chór muzyczny pochodzi z 1716 roku, a prospektem organowym z połowy XVII wieku.
Na ścianach kościoła obrazy przedstawiające sceny Zwiastowania NMP, pokłon Trzech Króli, Wniebowzięcie NMP, Ecce Homo. Na prawej ścianie kościoła dwa epitafia ks. J.A. Czeraskiego (1693) i ks. Ignacego Jana Schupki (1775), którzy byli proboszczami w Lubieszewie.
Na środku kościoła płyta nagrobna śp. Anny z 1650 roku.
16 lipca 2018 r. biskup elbląski Jacek Jezierski ustanowił sanktuarium Matki Bożej Szkaplerznej.

## Zasięg parafii
Do parafii należą wierni z miejscowości: Brzózki, Lubieszewo, Lubieszewo Pierwsze, Orłowo, Orłowo Pierwsze, Orłowo Drugie, Lubiszynek Drugi, Orłówko, Stawiec. Miejscowości te znajdują się w gminie Nowy Dwór Gdański, w powiecie nowodworskim, w województwie pomorskim.

## Proboszczowie parafii od 1891 roku
- 1891–1905 – ks. Juliusz Kertschmann
- 1905–1906 – ks. Ferdynand Podlech
- 1906–1912 – ks. Leon Ehlert
- 1912–1920 – ks. Franciszek Steinki
- 1921–1946 – ks. Jan Prill
- 1950–1951 – ks. Władysław Kowalczyk
- 1951–1956 – Ks. Tomasz Trębacz
- 1956–1959 – ks. Franciszek Kaszubowski
- 1959–1974 – ks. Piotr Kolbuszowski
- 1974–1981 – ks. prał. Mikołaj Samp
- 1981–1988 – ks. Kazimierz Czerlonek
- 1988–2001 – ks. Andrzej Domoń
- 2001–2005 – ks. Jan Solis
- 2005–2010 – ks. Zbigniew Szafrański
- od 2010 – ks. Arkadiusz Dekański